# Kristine Kunce
Kristine Kunce (* 3. März 1970 als Kristine Radford) ist eine ehemalige australische Tennisspielerin.

## Karriere
Kunce gewann in ihrer Tennislaufbahn sechs Doppelturniere auf der WTA Tour. Des Weiteren stand sie zweimal im Doppel-Halbfinale eines Grand-Slam-Turniers, 1994 in Wimbledon und 1995 bei den US Open. Ihr größter Erfolg im Einzel gelang ihr 1993 beim DFS Classic in Birmingham, wo sie im Viertelfinale die Weltranglistenvierte Martina Navrátilová mit 2:6, 6:4 und 6:3 besiegte.
Von ihren vier Partien, die sie zwischen 1994 und 1997 für die australische Fed-Cup-Mannschaft spielte, gewann sie eine.
Sie vertrat Australien zudem 1995 beim Hopman Cup und erreichte dort das Viertelfinale.

## Turniersiege

### Doppel
| Nr. | Datum              | Turnier | Kategorie   | Belag           | Partnerin         | Finalgegnerinnen                    | Ergebnis      |
| --- | ------------------ | ------- | ----------- | --------------- | ----------------- | ----------------------------------- | ------------- |
| 1.  | 2. Mai 1993        | Jakarta | WTA Tier IV | Hartplatz       | Nicole Arendt     | Amy de Lone Erika de Lone           | 6:3, 6:4      |
| 2.  | 2. Mai 1994        | Jakarta | WTA Tier IV | Hartplatz       | Nicole Arendt     | Kerry-Anne Guse Andrea Strnadová    | 6:2, 6:2      |
| 3.  | 17. September 1995 | Nagoya  | WTA Tier IV | Teppich (Halle) | Kerry-Anne Guse   | Park Sung-hee Rika Hiraki           | 6:4, 6:4      |
| 4.  | 19. November 1995  | Pattaya | WTA Tier IV | Hartplatz       | Jill Hetherington | Kristi Godridge Nana Miyagi         | 2:6, 6:4, 6:3 |
| 5.  | 27. April 1997     | Jakarta | WTA Tier IV | Hartplatz       | Kerry-Anne Guse   | Lenka Němečková Yuka Yoshida        | 6:4, 5:7, 7:5 |
| 6.  | 23. November 1997  | Pattaya | WTA Tier IV | Hartplatz       | Corina Morariu    | Florencia Labat Dominique Van Roost | 6:3, 6:4      |

## Abschneiden bei Grand-Slam-Turnieren

### Einzel
| Turnier         | 1988 | 1989 | 1990 | 1991 | 1992 | 1993 | 1994 | 1995 | 1996 | 1997 | 1998 | Karriere |
| --------------- | ---- | ---- | ---- | ---- | ---- | ---- | ---- | ---- | ---- | ---- | ---- | -------- |
| Australian Open | 1    | —    | 1    | —    | —    | —    | 3    | 1    | 1    | 1    | 1    | 3        |
| French Open     | —    | —    | —    | —    | —    | —    | 1    | 1    | —    | —    | —    | 1        |
| Wimbledon       | —    | 2    | —    | 1    | —    | —    | AF   | 1    | —    | —    | —    | AF       |
| US Open         | —    | —    | —    | —    | —    | 2    | 1    | —    | —    | —    | —    | 2        |

### Doppel
| Turnier         | 1988 | 1989 | 1990 | 1991 | 1992 | 1993 | 1994 | 1995 | 1996 | 1997 | 1998 | 1999 | 2000 | Karriere |
| --------------- | ---- | ---- | ---- | ---- | ---- | ---- | ---- | ---- | ---- | ---- | ---- | ---- | ---- | -------- |
| Australian Open | 2    | —    | 2    | 2    | 1    | 1    | AF   | 1    | 1    | AF   | 2    | 2    | 2    | AF       |
| French Open     | —    | 1    | 1    | —    | 1    | 1    | 2    | 2    | 2    | 1    | AF   | 1    | —    | AF       |
| Wimbledon       | —    | 1    | 1    | 1    | AF   | AF   | HF   | 2    | 1    | 2    | 2    | 2    | —    | HF       |
| US Open         | —    | 1    | —    | 2    | —    | 1    | AF   | HF   | AF   | AF   | 1    | 2    | —    | HF       |